# Perizoma diltilla
Perizoma diltilla là một loài bướm đêm trong họ Geometridae.